# Malek-Nationalbibliothek und -museum

Eingang der Malek-Bibliothek und des Malek-Nationalmuseums

Die Malek-Nationalbibliothek und das Malek-Nationalmuseum (persisch کتابخانه و موزه ملی ملک Ketabchane o Muse ye Melli ye Malek, IPA:  [cɛtɑbxɑnɛ o muzɛ jɛ mɛlli je mælɛc]) befinden sich in der iranischen Hauptstadt Teheran. Die Malek-Nationalbibliothek gilt als eine der größten Bibliotheken im Iran. Sie enthält wertvolle Manuskripte.

## Geschichte

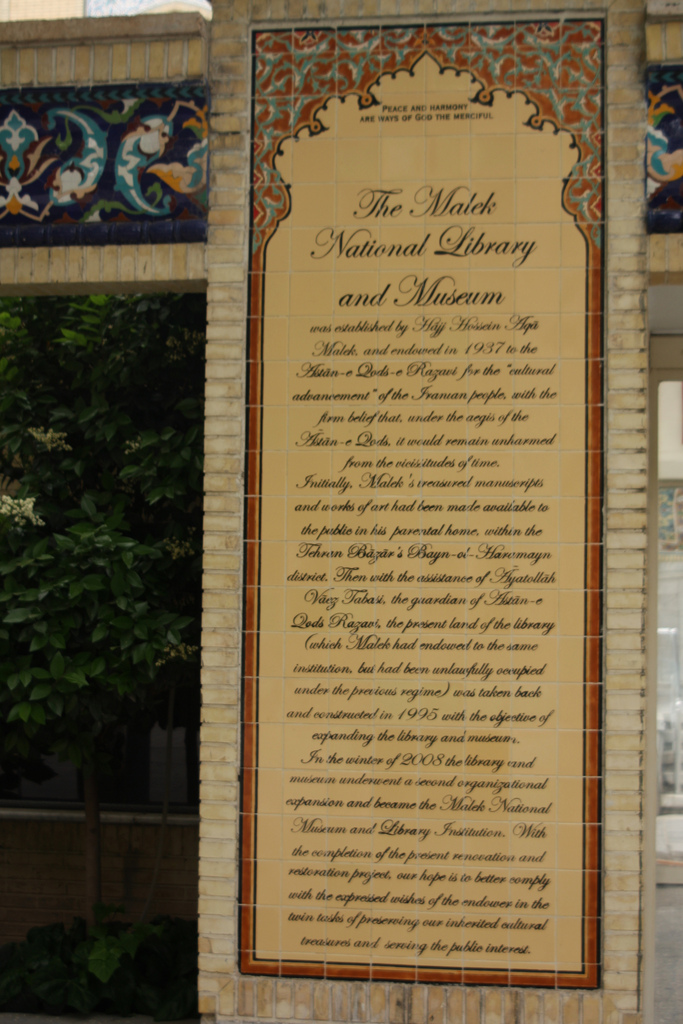

Sowohl die Bibliothek als auch das Museum wurden 1937 von Hossein Agha Malek gestiftet. Buch- und Kunstgegenstände befanden sich bis 1966 in dessen Wohnhaus. Dann wurden sie in einen neuen Bau in die Imam-Khomeini-Straße neben das Ministerium für auswärtige Angelegenheiten in die Innenstadt von Teheran überführt und deren Nutzungsmöglichkeiten erweitert. Malek spendete die Anlage Astana Quds Rezavi. Malek, ein bemerkenswerter  Intellektueller der Jahrhundertwende im Iran, galt als bedeutender Kunstsammler. Ein neues Museumsgebäude wurde 1997 eröffnet.

## Sammlungen

### Malek-Nationalbibliothek
Die Bibliothek mit 19.000 seltenen und erlesenen Exponaten, gilt als eine der sechs großen Schatzkammern des Landes. Die fünf anderen Bibliotheken sind die Nationalbibliothek, die Zentralbibliothek von Astan Quds Razavi, die Bibliothek, das Museum und Schriftstückenzentrum von Madschles, Marashi-Najafi-Bibliothek und die zentrale Bibliothek der Universität Teheran.
Die Malek-Nationalbibliothek enthält 70.000 gedruckte Bücher, 3400 lithografisch gedruckte Bücher und 548 Zeitschriftentitel in 4000 Bänden. Eine große Anzahl der gedruckten Bücher stammt aus der Zeit vor 1941 und gehört zu den ersten gedruckten Büchern im Iran.

### Malek-Nationalmuseum

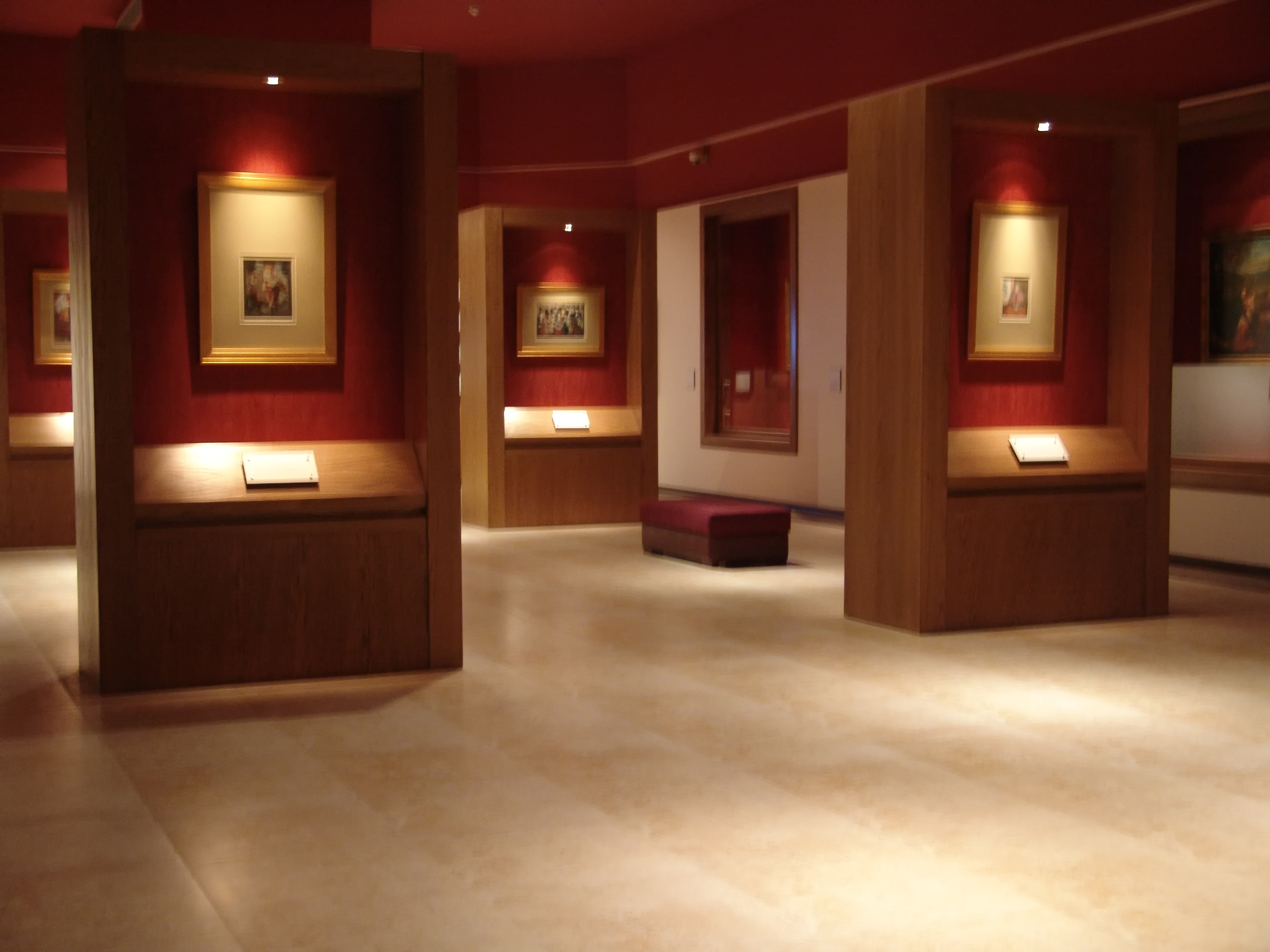
Innenansicht des Malek-Nationalmuseums

Das Museum besteht aus sieben Sammlungen:
- 3000 iranische Münzen und Medaillen aus dem sechsten Jahrhundert v. Chr. bis zum Ende der Pahlavi-Ära und auch Münzen aus Griechenland, aus dem Seleukidenreich, Byzantinischen Reich und Osmanischen Reich und aus der Ära der islamischen Kalifen.
- Malereien von Kamal-ol-Molk, Agha Lotfali Suratgar, Hadi Tajvidi, und einigen europäischen Malern.
- Lackwerke, bestehend aus 85 Federkasten und Spiegelrahmen, von denen die meisten mehr als 300 Jahre alt sind.
- Briefmarken, von den ersten veröffentlichten Briefmarken im Iran und in der Welt bis zur Gegenwart.

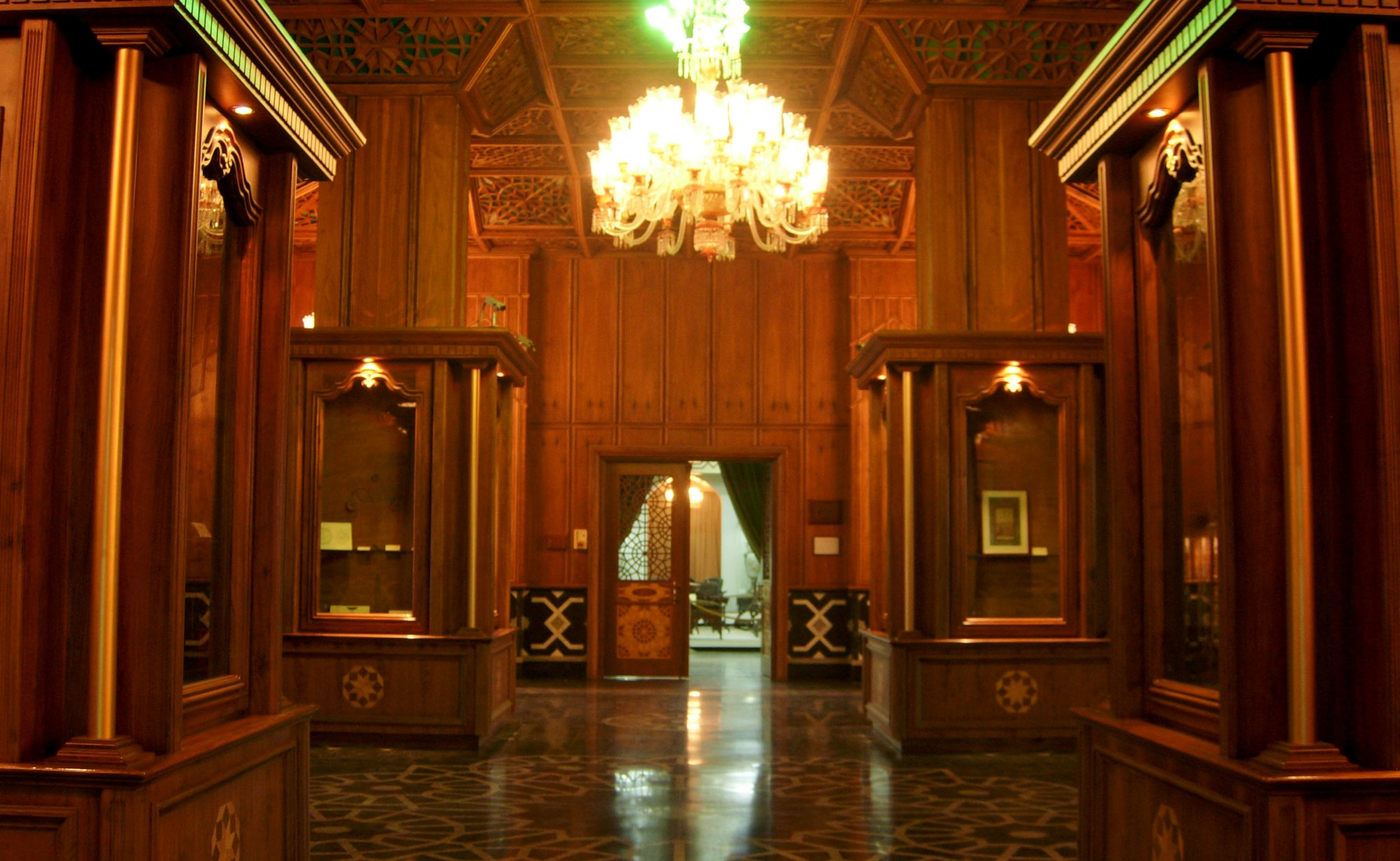
Innenansicht des Malek-Nationalmuseums

- Teppiche, bestehend aus 34 Teppichen aus den verschiedenen Regionen des Iran, die von den hervorragenden Teppichwebern in den letzten zwei Jahrhunderten gewebt wurden.
- Sammlung von Ezzatmolk Malek, der Tochter Hossein Agha Maleks mit Federkasten und Lackwerkem, 2006 von Ezzatmolk Malek gespendet.
- Kalligrafiewerke der bedeutenden Kalligrafen des Iran und der islamischen Länder, wie Yaghut Mostassami, Alireza Abbassi, Mir Emad Ghazvini, Ahmad Neyrizi, Darvish Abdolmajid Taleghani und Mirza Gholamreza Esfahani.

## Vorstand
Die Vorstandsmitglieder der Bibliothek und des Museums sind:
- Mohammad Sadegh Kharrazi (Vorstandsvorsitzender)
- Mostafa Vaez Tabassi (Stellvertreter des Vorstandsvorsitzenden)
- Mohammad Hadi Zahedi (Vorstandsmitglied)
- Amir Khorakian (Vorstandsmitglied)
- Mohammad Mojtaba Hoseini (Vorstandsmitglied und Geschäftsführer)[2]